# Hipódromo de Øvrevoll
El Hipódromo de Øvrevoll (en noruego: Øvrevoll Galoppbane) es el único hipódromo de galope en Noruega. Se encuentra en Øvrevoll entre Østerås (oeste), Pote (sur) y Eiksmarka (norte) en Bærum. Tiene tanto una pista de césped como una pista para todo clima. Fue inaugurado oficialmente en 1932 por el rey Haakon VII y la Reina Maud. El evento más importante del año es el día del Derby, un domingo a finales de agosto de cada año. Øvrevoll Galoppbane tiene una tribuna con un restaurante, así como el restaurante Stallkroen en el lado norte de la pista.